# Alaa Abdelnaby
Alaa Abdelnaby (in arabo علاء عبد النبي‎?; Il Cairo, 24 giugno 1968) è un ex cestista egiziano naturalizzato statunitense, professionista nella NBA, in Grecia e in Francia.

## Carriera
È stato selezionato dai Portland Trail Blazers al primo giro del Draft NBA 1990 (25ª scelta assoluta).

## Palmarès
- McDonald's All-American Game (1986)